# يوسف بن عبد الرحمن ابن الجوزي
أبو المحاسن يوسف بن عبد الرحمن بن علي بن الجوزي القرشي التيمي البغدادي (1185 - 10 فبراير 1258) (582 - 9 صفر 656) عالم مسلم ومدرس وكاتب بغدادي. أستاذ دار الخلافة المستعصمية وسفيرها من بغداد وهو ابن أبي الفرج ابن الجوزي. أنشأ المدرسة الجوزية بدمشق، وتولى التدريس بالمستنصرية ببغداد. قُتِل في يوم دخول هولاكو بغداد هو وأولاده الثلاثة. له نظم جيد وعدة مؤلفات.

## سيرته
هو يوسف بن عبد الرحمن بن علي بن محمد بن علي بن عبيد الله بن عبد الله بن حماد بن الجوزي القرشيّ التيمي البكري البغدادي. ولد في بغداد سنة 582 هـ أو يقال 580 هـ ونشأ بها. برع في الفقه والخلاف والأصول وكان "كامل الفضائل معدوم الرذائل، له شعر جيد، ولي الحسبة بجانبي بغداد والنظر في الوقوف العامة ووقوف جامع السلطان ثم عزل عن الحسبة ثم عن الوقوف فانقطع في داره يعظ ويفتي ويدرس ثم أعيد إلى الحسبة سنة 615 هـ واستمر مدة ولاية الناصر ثم أقره ابنه الظاهر."

## مؤلفاته
- معادن الإبريز في تفسير الكتاب العزيز
- المذهب الأحمد في مذهب أحمد
- الإيضاح في الجدل أو كتاب الإيضاح لقوانين الاصطلاح في الجدل والمناظرة